# Казімежув (Поддембицький повіт)
Казімежув (пол. Kazimierzów) — село в Польщі, у гміні Далікув Поддембицького повіту Лодзинського воєводства.
У 1975-1998 роках село належало до Серадзького воєводства.